# Arthur Bliss
Arthur Bliss, teljes nevén Sir Arthur Edward Drummond Bliss (London vagy Barnes, 1891. augusztus 2. – London, 1975. március 27. vagy 1975. március 28.) angol zeneszerző és karmester.
Bliss zenei képzését megszakította az első világháború, amelyben a hadseregben kitüntetéssel szolgált. A háború utáni években hamarosan rendhagyó és modernista zeneszerzőként vált ismertté, de még abban az évtizedben elkezdett egy hagyományosabb és romantikusabb oldalt mutatni zenéjében. Az 1920-as és 1930-as években nemcsak a koncerttermek, hanem a filmek és a balett számára is sokat komponált.
A második világháború idején Bliss az Egyesült Államokból visszatért Angliába, hogy a BBC-nek dolgozzon, és annak zenei igazgatója lett. A háború után folytatta zeneszerzői munkásságát, és kinevezték a Queen's Music mesterévé.
Bliss munkásságát a későbbi éveiben is tisztelték, de régimódinak tartották, és háttérbe szorította fiatalabb kollégái, például William Walton ésBenjamin Britten zenéje. Halála óta kompozíciói jól szerepelnek a lemezfelvételeken, és számos ismertebb műve továbbra is szerepel a brit zenekarok repertoárján.

## Életpályája

### Ifjúkora
Fiatalkorában Blisst sokféle hatás érte: Munkásságára hatással volt többek között Edward Elgar és Stravinsky, Ralph Vaughan Williams és Ravel is.
Arthur Bliss a mai London egyik külvárosában, Barnesban, az akkori Surreyben született, Francis Edward Bliss (1847-1930) massachusettsi üzletember és második felesége, Agnes Kennard, született Davis (1858-1895) három fia közül a legidősebbként.
Agnes Bliss 1895-ben halt meg, a fiúkat apjuk nevelte, aki a művészetek iránti szeretetet oltotta beléjük. Bliss a Bilton Grange előkészítő iskolában, Rugbyben és a cambridge-i Pembroke College, Cambridge-ban klasszikusokat tanult, de zeneórákat is vett Charles Woodtól. Cambridge-i évei alatt további hatással volt rá Edward Elgar, akinek zenéje maradandó benyomást tett rá.
1913-ban szerzett diplomát klasszikus és zenei tárgyakból, majd egy évig a londoni Royal College of Music-ban tanult, Az RCM-ben zeneszerzés-tanára, Charles Villiers Stanford kevés segítséget nyújtott számára, de inspirációt talált Ralph Vaughan Williams és Gustav Holst, valamint diáktársai, Herbert Howells, Eugene Goossens és Arthur Benjamin által.
A főiskolán töltött rövid idő alatt megismerkedett a második bécsi iskola zenéjével és Szergej Pavlovics Gyagilev Orosz Balett repertoárjával, olyan modern zeneszerzők zenéjével, mint Debussy, Ravel és Igor Stravinsky.
Az első világháború kitörésekor Bliss belépett a hadseregbe, és 1917-ig Franciaországban harcolt a Royal Fusiliers tisztjeként, majd a háború hátralévő részében a Grenadier Guardsban. Bátorsága miatt despatches említést kapott, kétszer megsebesült és egyszer fogságba is került.
Fiatalabb testvére, Kennard elesett a háborúban, és halála mélyen érintette Blisst. A zenetudós Byron Adams írja: „A zeneszerző nyilvános személyiségének látszólagos szívélyessége és kiegyensúlyozottsága ellenére a háború okozta érzelmi sebek mélyek és maradandóak voltak.” 1918-ban Bliss áttért a római katolikus vallásra is.

### Korai kompozíciói
- Bliss, karikatúra 1921-ben, F. Sancha által készített karikatúra
- Bár Bliss már iskolás korában elkezdett komponálni, később minden fiatalkori művét elhallgatta, és az 1916-ban klarinétra és zongorára írt Pastoral című művének egyetlen kivételével az 1918-as Madam Noy című művét tartotta első hivatalos kompozíciójának.
- A béke visszatérésével karrierje gyorsan beindult, mint a brit közönség számára meghökkentően új, gyakran szokatlan együttesekre írt darabok szerzője, melyekre nagy hatással volt Maurice Ravel, Igor Stravinsky és a Les Six fiatal francia zeneszerzői. Ezek között van egy versenymű szó nélküli tenorhangra, zongorára és vonósokra (1920), és a Rout szó nélküli szopránra és kamaraegyüttesre (később zenekarra átdolgozva), mely az első előadáson dupla ráadást kapott.
- 1919-ben Stratford-on-Avonban Erzsébet-kori forrásokból kísérőzenét hangszerelt az Ahogy tetszik című darabhoz, és vasárnapi koncertsorozatot vezényelt a Hammersmith-i Lyric Theatre-ben, ahol Pergolesi La serva padrona című operáját is ő vezényelte.
- Viola Tree 1921-ben az Aldwych Színházban rendezett The Tempest című előadásában Thomas Arne és Arthur Sullivan kísérőzenéjét Bliss új zenéjével váltotta fel, a színházban szétszórtan elhelyezett, férfihangokból, zongorából, trombitából, harsonából, gongból és öt ütőhangszeresből álló együttes számára.
- A The Times írása szerint „Bliss könnyed hírnévre tett szert”, mire Elgar hatására megbízást kapott egy nagyszabású szimfonikus mű (A Colour Symphony) megírására az 1922-es Three Choirs Fesztiválra.

1923-ban Bliss apja, aki újra megnősült, úgy döntött, hogy az Egyesült Államokban vonul nyugdíjba. Feleségével Kaliforniában telepedett le. Bliss velük tartott, és két évig ott maradt, ahol karmesterként, előadóként, zongoristaként és alkalmi kritikusként dolgozott. Ott ismerkedett meg „Trudy” Hoffmannal (1904-2008), Ralph és Gertrude Hoffmann legkisebb lányával. 1925-ben kötöttek házasságot. A házasság boldog volt és Bliss élete végéig tartott; két lányuk született. Nem sokkal a házasságkötés után Bliss és felesége Angliába költöztek.
Az 1920-as évek közepétől Bliss inkább a bevett angol zenei hagyományok felé mozdult el, maga mögött hagyva Igor Stravinsky és a francia modernisták hatását. Két nagy művét amerikai zenekarok számára írta: a Bevezetés és Allegro (1926), amelyet a Philadelphia Orchestra és Leopold Stokowski számára dedikált, valamint a Hymn to Apollo (1926) a Boston Symphony és Pierre Monteux számára. 
Az évtized során Bliss vezető szólisták számára írt kamaraműveket, köztük egy klarinétkvintettet Frederick Thurston számára (1932) és egy brácsaszonátát Lionel Tertis számára (1933). 1935-ben a Grove Dictionary of Music and Musicians szavaival élve „szilárdan megalapozta pozícióját Elgar természetes utódjaként a romantikus, tágas és gazdag zenéjű Music for Strings című művével.” Ebből az évtizedből két drámai mű maradt közismert: a zene Alexander Korda 1936-os filmjéhez, amely H. G. Wells Things to Come című művét dolgozta fel, valamint egy saját, sakkjátékon alapuló forgatókönyvéhez írt balettzene. A Ninette de Valois által koreografált Sakk-matt 2011-ben még mindig a Royal Ballet repertoárján szerepelt.
Az 1930-as évek végére Blissre már nem tekintettek modernistaként; egyre inkább a fiatalabbak kerültek előtérbe: William Walton és a fiatal Benjamin Britten művei, és Bliss zenéje kezdett régimódinak tűnni. Az 1930-as évek utolsó nagyszabású műve a zongoraversenye volt, amelyet Solomon zongoraművész számára komponált, aki az ősbemutatót a New York-i világkiállításon tartották 1939 júniusában. Bliss és családja részt vett az előadáson, majd az Egyesült Államokban maradtak nyaralni. Ottlétük alatt kitört a második világháború. Bliss eleinte Amerikában maradt, a Kaliforniai Egyetem (Berkeley)en tanított. Kényszert érzett arra, hogy visszatérjen Angliába, hogy a háborús erőfeszítésekért tegyen, amit csak tud, és 1941-ben feleségét és gyermekeit Kaliforniában hagyva megtette a veszélyes atlanti átkelést.
Bliss eleinte kevés hasznos munkát talált Angliában. 1941 májusában csatlakozott a BBC tengerentúli zenei szolgálatához, de egyértelműen alulfoglalkoztatták. Javasolta Adrian Boultnak, aki akkoriban a BBC Szimfonikus Zenekarának vezető karmestere és a BBC zenei igazgatója is volt, hogy Boult az ő javára mondjon le az utóbbi posztról. Boult beleegyezett a javaslatba, ami felszabadította őt, hogy a karmesterségre koncentrálhasson. 1942 és 1944 között Bliss a BBC zenei igazgatójaként dolgozott, és megalapozta a háború után a Harmadik Program elindítását. A háború alatt Vaughan Williamszel és William Waltonnal együtt a British Council zenei bizottságában is dolgozott. A háború alatt a British Council zenei bizottságának tagja volt.
1944-ben, amikor Bliss családja visszatért az Egyesült Államokból, felmondott a BBC-nél, és visszatért a zeneszerzéshez, mivel 1941-es vonósnégyese óta semmit sem írt. Több filmzenét és két balettet komponált, a Miracle in the Gorbals (1944) és az Adam Zero (1946) címűt.
1948-ban Bliss az opera felé fordult az Olimpikonok című művével. Ő és a regény- és drámaíró J. B. Priestley hosszú évek óta barátok voltak, és megállapodtak abban, hogy operai tapasztalatuk hiánya ellenére együttműködnek egy operán.

### Későbbi évei
1950-ben Bliss-t lovaggá ütötték. 1953-ban Arnold Bax halála után kinevezték a Queen's Music mesterévé, Walton megkönnyebbülésére, aki attól tartott, hogy felkérik a posztra. A The Times-ban Howes így nyilatkozott: „A Queen's Music mesterének feladatai olyanok, amilyennek ő választja őket, de ezek közé tartozik az ünnepi és alkalmi zenék komponálása”.  Bliss, aki gyorsan és könnyedén komponált, képes volt ellátni a poszt számos feladatát, és szükség szerint zenét szolgáltatott állami alkalmakra, a királynő gyermekének születésétől Winston Churchill temetésén át a walesi herceg beiktatásáig.
1956-ban Bliss vezette a brit zenészek első küldöttségét a Szovjetunióba a második világháború vége óta. A társaság tagja volt Alfredo Campoli hegedűművész, Léon Goossens oboaművész, Jennifer Vyvyan szoprán, Clarence Raybould karmester és Gerald Moore zongoraművész. 1958-ban Bliss visszatért Moszkvába, mint a Nemzetközi Csajkovszkij Verseny zsűrijének tagja, olyan zsűritársakkal, mint Emil Gilels és Szvjatoszlav Teofilovics Richter.
Hivatalos feladatai mellett Bliss az 1950-es években folyamatosan folytatta a komponálást. Ebből az évtizedből származó művei közé tartozik a Második vonósnégyes (1950); a The Enchantress (1951) című szcéna Kathleen Ferrier altistának; egy zongoraszonáta (1952); és egy hegedűverseny (1955) Campoli számára. A zenekari Meditációk John Blow egy témájára (1955) különösen mélyenszántó mű volt, és Bliss nagyra tartotta művei között. 1959-60-ban a librettista Christopher Hassall-lal közösen dolgozott egy televíziós operán, amely a Tóbiás és az angyal című szentírási történeten alapult. 1961-ben Bliss és Hassall együtt dolgozott egy kantátán, a The Beatitudes címűn, amelyet az új Coventry-székesegyház megnyitójára rendeltek. A kritikák barátságosak voltak, de a művet azóta ritkán adták elő, és háttérbe szorította egy másik, ugyanebben az időben Coventry számára írt kórusmű, Britten War Requiemje. Bliss ezt két további nagyszabású kórusművel, a Mária Magdalaiból (1962) és az Arany kantátával (1963) követte. A kórusműveket azóta nem adták elő.
Bliss egész életében éberen figyelte a brit zene állapotát, amelyről már az 1920-as évek óta sokat írt. 1969-ben nyilvánosan elmarasztalta a BBC-t, amiért az a klasszikus zenei költségvetés csökkentését és több zenekarának feloszlatását tervezte. Kollégái, Walton, Benjamin Britten, Peter Maxwell Davies és Richard Rodney Bennett azzal bízták meg, hogy erőteljesen tiltakozzon William Glocknál, a BBC zenei irányítójánál.
Bliss életének nyolcadik és kilencedik évtizedében is folytatta a komponálást, művei közé tartozott a Msztyiszlav Leopoldovics Rosztropovicsnak írt csellóverseny (1970), a Metamorfikus variációk zenekarra (1972), és egy utolsó kantáta, a Shield of Faith (1974) szopránra, baritonra, kórusra és orgonára, amely a windsori kastélyban lévő Szent György-kápolna 500 éves fennállását ünnepli, a kápolna fennállásának mind az öt évszázadából választott verseket megzenésítve.
Arthur Bliss 83 éves korában, 1975-ben hunyt el londoni otthonában. Felesége, Trudy 33 évvel élte túl, aki 2008-ban, 104 éves korában hunyt el.

## Fordítás
- Ez a szócikk részben vagy egészben  az   Arthur Bliss című angol Wikipédia-szócikk fordításán alapul.  Az eredeti cikk szerkesztőit annak laptörténete sorolja fel. Ez a jelzés csupán a megfogalmazás eredetét és a szerzői jogokat jelzi, nem szolgál a cikkben szereplő információk forrásmegjelöléseként.